# A Dél-afrikai Köztársaság vasúti közlekedése

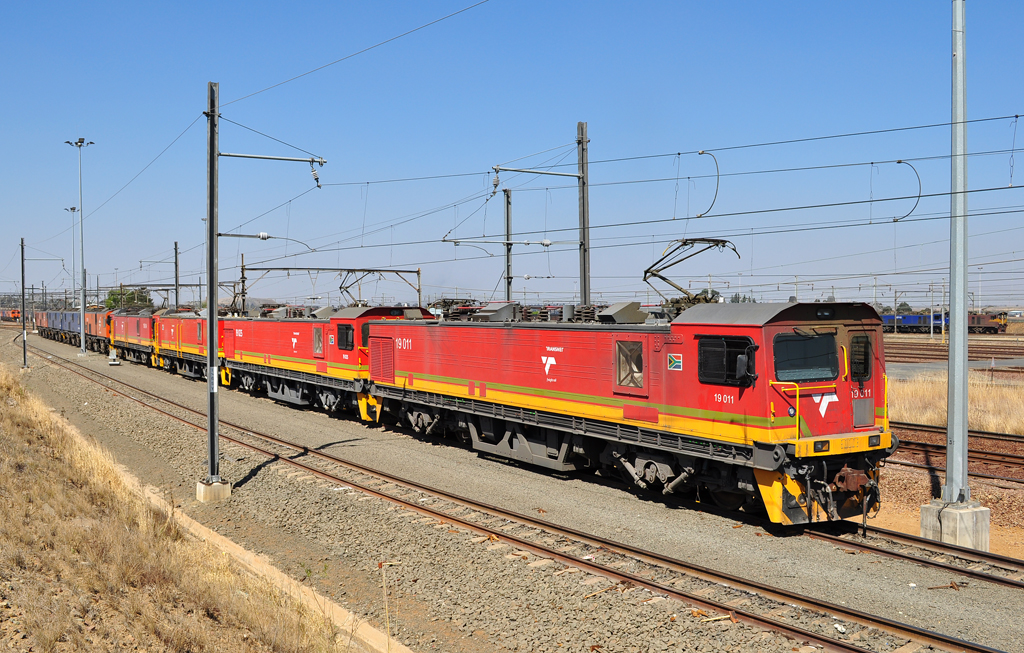
Villamos mozdonyok a Dél-afrikai Köztársaságban

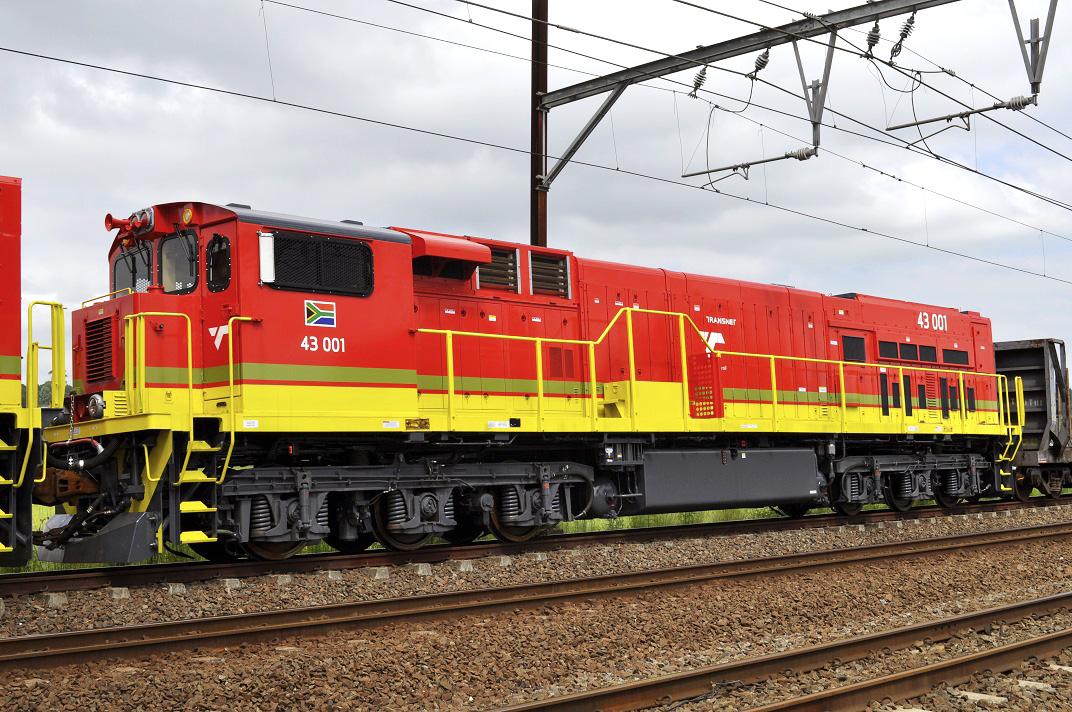
2010-ben beszerzett South African 43-000 sorozatú dízelmozdony

A Dél-afrikai Köztársaság vasúthálózatának hossza 2010-ben 20 192 km volt, melyből 19 7561 km 1 065 mm-es, 122 km 750 mm-es, 314 km 610 mm-es nyomtávolságú. A villamosított vonalak hossza 8 271 km. Az országban a vasúti közlekedés európai színvonalú. Az afrikai kontinens legdélebbi vasútállomása az ország Bredasdorp városának állomása.
Az ország tervez egy nagysebességű vasútvonalat Johannesburg és Durban között.

## Vasúti kapcsolata más országokkal
- Namíbia - igen
- Mozambik - igen, azonos nyomtávolság: 1 067 mm